# Theater am Wettiner Platz

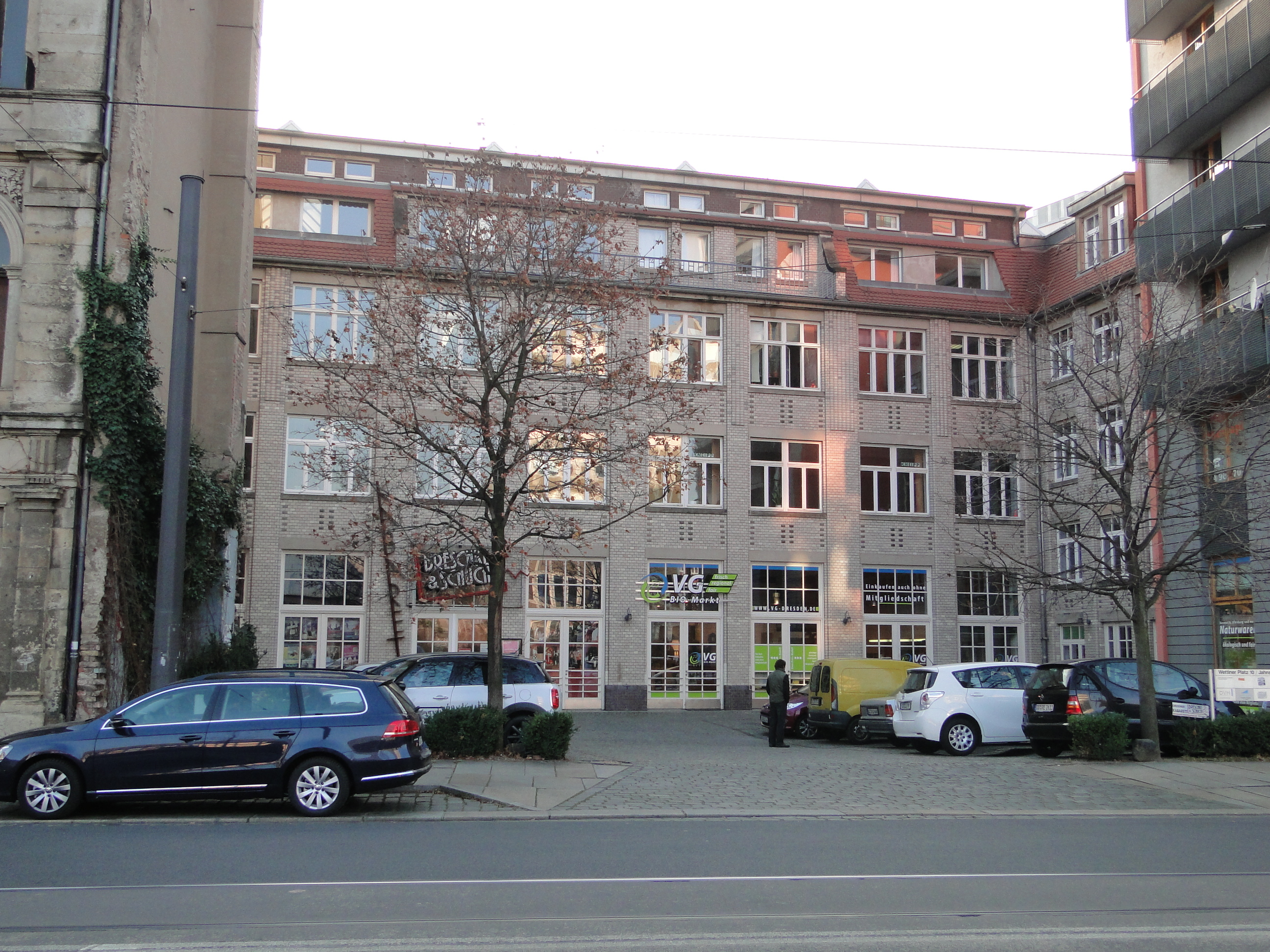
Theater am Wettiner Platz

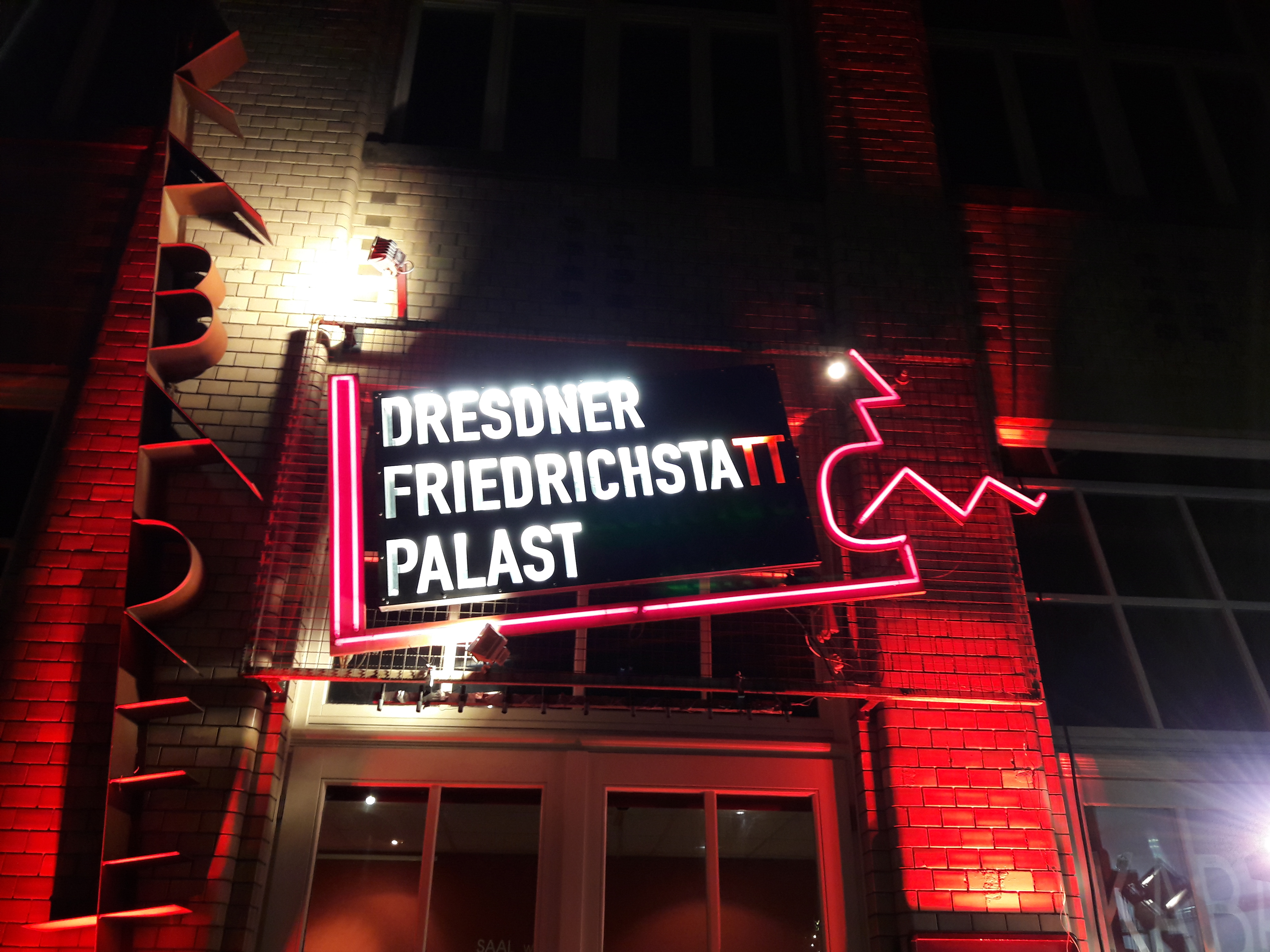
Ehemaliges Eingangsschild vom FriedrichstaTT Palast

Das Theater am Wettiner Platz (1998–2019 Dresdner Kabarett Breschke & Schuch, 2019–2023 Dresdner FriedrichstaTT Palast) ist ein Kleinkunsttheater mit Musik und Theater in Dresden.

## Geschichte
Das ehemalige Kabarett wurde am 1. Dezember 1998 unter dem Namen Dresdner Kabarett Breschke & Schuch eröffnet. Es befindet sich am Rande der Wilsdruffer Vorstadt in der ehemaligen Sächsischen Landesdruckerei am Wettiner Platz (Eingang Jahnstraße) gegenüber dem Bahnhof Dresden Mitte und verfügt über knapp 200 Plätze. Jährlich besuchten rund 30.000 Gäste die etwa 300 Vorstellungen. Gastspiele kamen dazu. Geschäftsführer war bis 2023 Thomas Schuch (* 1959 in Berlin). Manfred Breschke (* 1952 in Ortrand) agierte bis zum Ruhestand im Herbst 2017 als Intendant. Die Schauspieler waren Gesellschafter des Hauses, das gemeinnützig arbeitete und sich ausschließlich aus seinen Einnahmen trug. Seit 2015 erhielt das Kabarett von der Landeshauptstadt Dresden eine jährliche Förderung in Höhe von 15.000 Euro.
Die beiden Kabarettisten Manfred Breschke und Thomas Schuch spielten jahrelang am Dresdner Kabarett-Theater Die Herkuleskeule, bevor sie ihr eigenes Kabarett eröffneten. Gemeinsam standen sie bis zu sechsmal pro Woche auf der Bühne. Im Herbst 2017 ging Manfred Breschke in den Ruhestand, trat jedoch zunächst weiterhin auf der Bühne auf.
Erfolgreichstes Programm war jährlich in der Adventszeit die „Striezelmarktwirtschaft“, der jeweils aktuelle kabarettistische Jahresrückblick.
Anfang März jeden Jahres erinnerten die Kabarettisten gemeinsam mit dem SPD-Unterbezirk Elbe-Röder an die Bücherverbrennung 1933 auf dem Wettiner Platz in der Nähe des Kabaretts. Sie gestalteten eine Matinee mit wechselnden Künstlern und blicken zurück, um in der Auseinandersetzung mit der gegenwärtigen Situation Zusammenhänge besser verstehen zu können.
Das Kabarett wurde 2001 mit dem Ostdeutschen Kabarettpreis für die beste Ensemble-Leistung ausgezeichnet. Mit seinem ersten Solo-Kabarett „Schuch matt“ war Thomas Schuch im Jahr 2008 für den Kabarettpreis „Der Rostocker Koggenzieher“ nominiert. 
Im Februar 2019 erfolgte die Umbenennung zum Dresdner FriedrichstaTT Palast in Anspielung auf die Berliner Revue-Bühne.
Die Umbenennung in den heutigen Namen erfolgte am 13. Januar 2024. Leiter ist seitdem Peter Förster (* 1965), Gründer des Sommertheaters Dresden im Dresdner Bärenzwinger und der Kammerspiele Dresden im Penck-Hotel.
Im Zuschauersaal und im Foyer waren wechselnde Ausstellungen zu sehen.

## Dresdner Satire-Preis
Von 2014 bis 2022 vergab das Kabarett jährlich im April den Dresdner Satire-Preis. Sechs Bewerbungen wurden für den Endausscheid nominiert. Eine siebenköpfige Jury (unter anderem mit dem Schauspieler und Kabarettisten Wolfgang Stumph) kürte den Jurypreisträger. Das Preisgeld in Höhe von 1000 Euro stiftete die Landskron Brau-Manufaktur Görlitz. Das Publikum wählte ebenfalls einen Favoriten; das Preisgeld betrug 500 Euro. Beide Preisträger gastierten im Herbst desselben Jahres mit einem kompletten Programm. Die bisherigen Jurypreisträger waren: René Sydow, Joachim Zawischa, Ursula von Rätin, Erik Lehmann, Werner Brix und Kathi Wolf. Publikumspreisträger waren Benjamin Tomkins, Joachim Zawischa, Björn Pfeffermann, Fee Badenius und Sulaiman Masomi.